# 李德桥
1°17′21″N 103°50′42.1″E / 1.28917°N 103.845028°E

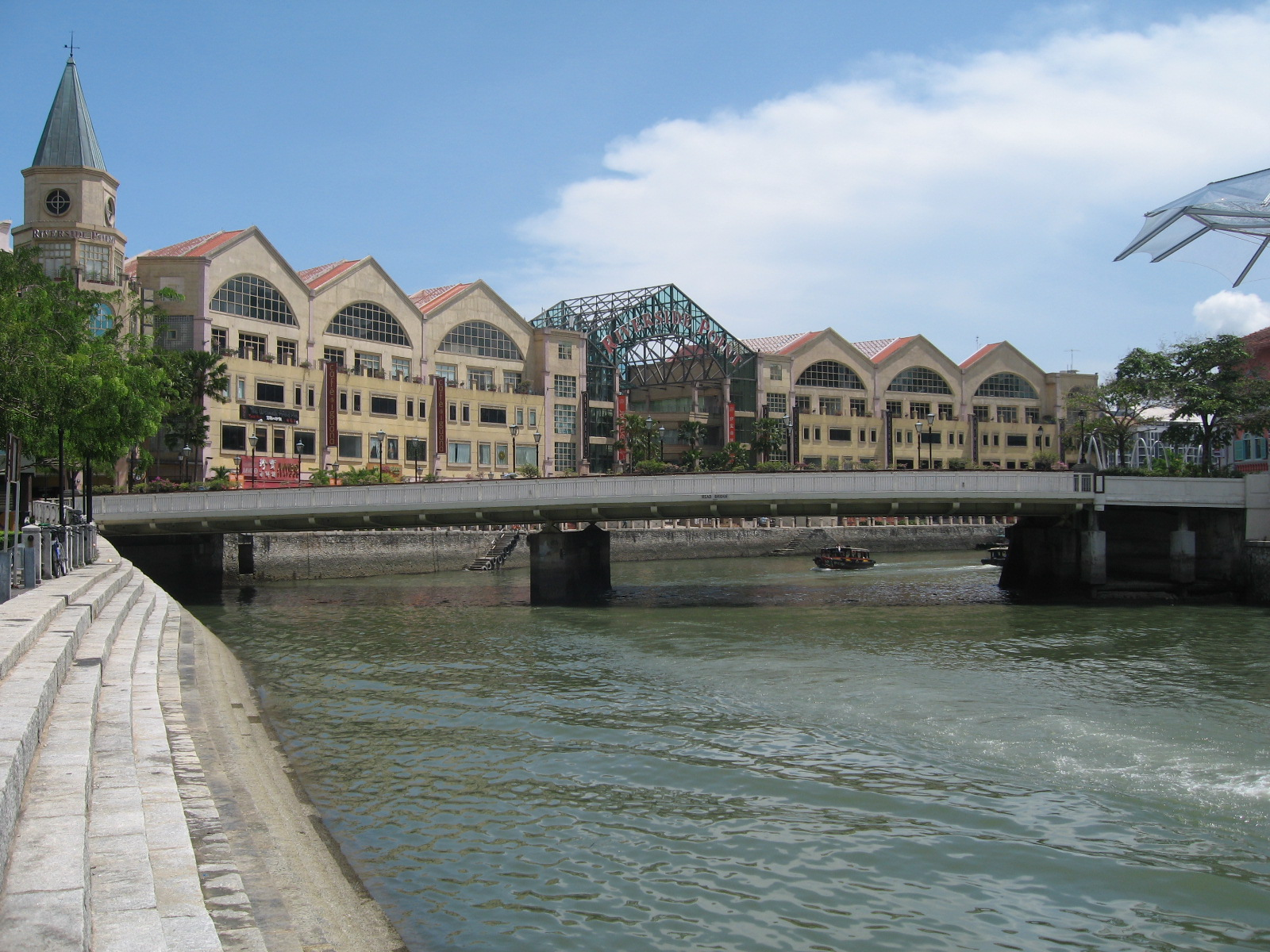
李德桥

李德桥（Read Bridge）是新加坡的一座桥梁，跨新加坡河 ，该桥兴建于1881年到1889年，连接北岸的克拉码头和南岸的瑞士茂昌阁（Swissôtel Merchant Court）。